# 亚洲新闻台播出节目列表
本文列出在亚洲新闻台播出的电视节目。

## 纪录片和时事节目

### CNA通信
新加坡记者带来了新加坡各地新闻报道和专题报道的精华。节目旧名为《记者日记》，由亚洲新闻台的一位平日晚间主持人主持（2020年5月改为现名）。

### 在谈话中
《在谈话中》是该频道的一对一访谈节目，由林雪玲主持。
在节目中接受采访的过往嘉宾包括马来西亚前首相马哈迪·莫哈末， 候任首相安华·依布拉欣，可口可乐公司总裁詹姆斯·昆西，推特首席执行官杰克·多西和马来西亚著名作家欧大旭。该节目的前几季亦有与美国第四十四任总统贝拉克·奥巴马，缅甸国务资政翁山蘇姬、埃及总统阿卜杜勒·法塔赫·塞西, 印度尼西亚总统佐科·维多多和优衣库创始人柳井正访谈。

### 得到真相
亚洲新闻台屡获殊荣的调查纪录片系列（目前暂停制作）。

### 洞察力
《洞察力》调查和分析影响亚洲等地的焦点话题。

### 日本一小时
该节目由日本广播协会世界台和東京電視台制作，以日本旅游、美食和文化为主题，长一小时，并配有英文字幕。此节目因著作权问题而无法在新加坡以外地区播映。

### 江南内幕精选
节目时长三十分钟，节目介绍韩国首尔江南区的地方、美食和文化；节目由韩国国际广播机构阿里郎电视制播。

### 金钱头脑
《金钱头脑》讨论经济、市场、公司、金融产品和趋势。

### 《CNA内幕》系列
与影响亚洲的重大事件相关的纪录片集。节目播出后可在亚洲新闻台官网或《CNA内幕》YouTube账户点播。

### 新传媒5频道的时事节目
除自制节目外，亚洲新闻台亦会联播同集团5频道的时事节目，例如《讨论论据》和《在红点上》。

## 新闻节目

### 亚洲晨报
晨间新闻资讯节目。与其他节目不同，《亚洲晨报》每日播出三小时（播出时间：新加坡时间上午七时）。 《亚洲晨报》取代了《亚洲抢先看》与《亚洲商业晨报》的播出时段。此前周末会播出这一周的新闻摘要（后被《今日亚洲》早间版取代）。该节目在亚洲主要公共假期和圣诞节后的两周（年终期间，持续到1月1日后一周）不播出。
《亚洲晨报》及其前身《亚洲抢先看》在新加坡5频道作为事实上的晨间新闻同时播出。 5频道为播出原奥多频道（频道于2019年5月1日停播）的节目，于2019年4月30日取消联播该节目。
主持人：Julie Yoo、Steve Lai、Avril Hong（商业部分）、Sarah Al-Khaldi（商业部分，代班）、Henry Yin（商业部分，代班）

### 今日亚洲
关注亚洲的发展，《今日亚洲》为观众带来实时与突发新闻。滚动公告在一天中的不同时段播出；工作日和周末/新加坡公共假期的播出时长与时段会有所不同。
主持人：Syahida Othman、Elakeyaa Selvaraji、Angela Lim、Glenda Chong、Otelli Edwards、Dawn Tan（代班）、Loke Wei Sue（代班）、Olivia Marzuki（商业部分）、Sarah Al-Khaldi（业务）、Henry Yin（商业部分）、 Eugenia Lim（商业部分）, Elizabeth Neo（商业部分，代班）

### 今晚亚洲
亚洲新闻台的知名新闻节目，报道亚洲当日头条新闻的综述，不时提供亚洲视角的世界新闻。 《今晚亚洲》旧名《亚洲黄金线》，每晚在新加坡标准时间下午八时播出。与《今晚新加坡》相比，该节目在工作日晚上播出一小时整；周末播出三十分钟，如果重要亚洲国家在工作日设公共假期或从圣诞节持续到1月1日下周的年终时间，则照旧。
主持人：Loke Wei Sue、Dawn Tan、Jill Neubronner（周末）、Otelli Edwards（代班）、Elizabeth Neo（商业部分）、Eugenia Lim（商业部分，代班）

### 头条新闻
2分钟的更新总结新加坡国内外主要事件。头条新闻在亚洲新闻台各节新闻与时政节目间的空档播映。

### 今夜世界
《今夜世界》跟踪亚洲以外地区的最新事件，为观众带来当日最新世界新闻。《今夜世界》在新加坡时间的午夜播出，该节目是自2018年《世界黄金线》停播以来，亚洲新闻台对全球新闻报道独立公告的复兴。该节目亦取代了《当前新闻》，后者是该频道曾经的深夜滚动新闻节目。
主持人：Paul Sng、Elizabeth Neo、Eugenia Lim（代班）、Loke Wei Sue（代班）、Keith Liu（周末）

### 今晚新加坡
亚洲新闻台本地新闻节目，在新加坡提供最新新闻和分析。该节目在新加坡时间下午十时播出，在工作日夜间播出一小时整，在周末、新加坡主要公共假期以及从圣诞节到元旦一周期间播出三十分钟。
主持人：Loke Wei Sue、Dawn Tan、John Leong（周五）、Otelli Edwards（代班）、Jill Neubronner（周末）、Elizabeth Neo（商业部分）、Eugenia Lim（商业部分，代班）